# Чертанка (приток Сакмары)
Чертанка — река в России, протекает в Оренбургской области. Левый приток Сакмары.

## Описание
Длина реки 14 км, площадь водосборного бассейна 62 км². Берёт начало на юго-восточном склоне горы Моховая в 3 км к западу от посёлка Белогорский в Беляевском районе. От истока течёт к упомянутому посёлку, далее течёт на северо-восток по Саракташскому району. Впадает в Сакмару по левому берегу в селе Жёлтое (264 км от устья).
Имеются небольшие пруды в верховьях. Вблизи села Жёлтое реку пересекают ж.-д. линия Оренбург — Орск и автодорога Саракташ — Беляевка.

## Данные водного реестра
По данным государственного водного реестра России относится к Уральскому бассейновому округу, водохозяйственный участок реки — Сакмара от истока до впадения реки Большой Ик. Речной бассейн реки — Урал (российская часть бассейна).
Код объекта в государственном водном реестре — 12010000512212200005567.